# Jazyky Číny

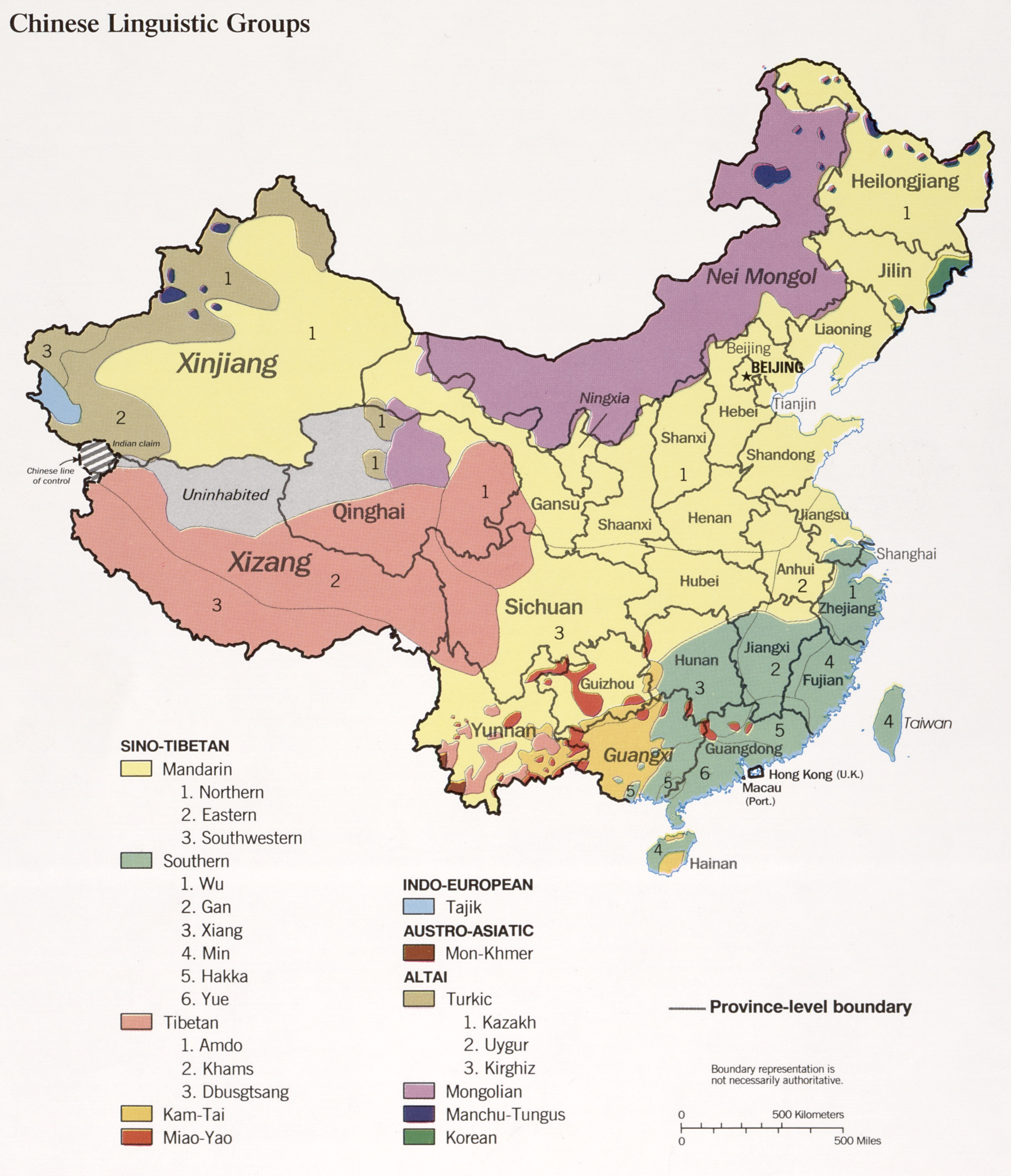
Lingvistická mapa Číny

Čína se vyznačuje rozmanitou a komplikovanou lingvistickou situací. Obyvatelstvo Číny se skládá z 56 oficiálně uznaných etnik. Převažující etnická skupina se nazývá Chanové (etničtí Číňané, Han) a tvoří přes 90% populace. U Chanů najdeme okolo 2000 dialektů s různou mírou odlišnosti, které jsou oficiálně klasifikované jako variace čínského jazyka. U zbylých 55 etnických skupin najdeme přes 290 různých jazyků. Národním jazykem Čínské lidové republiky je standardní čínština, čínsky pchu-tchung-chua (pǔtōnghuà), neboli obecná řeč. Hlavními cíli čínské jazykové politiky je šíření společného jazyka a jednotného písma. Musí však také zohlednit pozice menšinových jazyků, které jsou šířením společného jazyka ohroženy.
Kromě standardní čínštiny má několik autonomních oblastí v Číně dodatečný oficiální jazyk. V Tibetské autonomní oblasti to je jazyk tibetština, v autonomní oblasti Vnitřní Mongolsko je to mongolština, v Ujgurské autonomní oblasti Sin-ťiang je to pak ujgurština a v autonomní oblasti Kuang-si je to Čuangština.
Zvláštní administrativní oblasti Hongkong a Macao pak mají jako další oficiální jazyk angličtinu a portugalštinu.

## Propagace standardní čínštiny
Standardní čínština, neboli pǔtōnghuà (pchu-tchung-chua) je oficiálním jazykem Čínské lidové republiky, s cílem stát se jejím univerzálním dorozumívacím jazykem. Základem standardní čínštiny je mandarínský dialekt Pekingu a z tohoto důvodu je často chybně za oficiální jazyk považována mandarínština. Standardní čínština je vládou Čínské lidové republiky propagována jako standard pro mluvenou i psanou čínštinu. Významné jsou také reformy vedoucí ke zjednodušení čínského písma zaváděné od padesátých let. Důvodem k těmto reformám byla především snaha zvýšit gramotnost obyvatel a zlepšit úroveň vzdělávání. Standardizované písmo a jazyk slouží také jako významný sjednocovací prvek. Šíření standardní čínštiny je navíc urychlováno vysokou mírou migrace obyvatelstva z venkova do větších měst.
Samotná propagace standardní čínština probíhala přes TV, rádio a skrze služby jako veřejná hromadná doprava. Také podivná školní docházka byla zavedena ve výuce standardní čínštiny. Přesto v roce 2004 průzkum zjistil, že pouhých 53% čínské populace ovládá tento jazyk. Ráznější zákroky jako nahrazení části vysílání v televizích z kantonštiny na standardní čínštinu však vyvolalo v letech 2010 demonstrace v oblasti Hongkongu. Jeden z hlavních problémů bylo násilné nahrazení jazyka v situaci, kdy podle hlášení stále ještě třetina obyvatel neovládala standardní čínštinu. Přesto snažení a nařizování pokračovalo a v současnosti se odhaduje, že 80-90% populace je nyní schopno jazyk používat.
Kromě Číny se standardní čínština jako oficiální jazyk prosadila také na Tchaj-wanu a v Singapuru. 

## Ochrana ohrožených jazyků
Na druhé straně však výsadní pozice standardní čínštiny vytlačuje některé menšinové jazyky, z nichž mnohým hrozí zánik. Mluvčí těchto ohrožených jazyků je nahrazují perspektivnější standardní čínštinou, která jim umožňuje získat lepší vzdělání či zaměstnání. Ohroženými jazyky mluví převážně stárnoucí populace, aniž by byly předávány generaci mladší. Čínská vláda vynaložila určité úsilí k zlepšení této situace. Vydala řadu zákonů ochraňujících status menšinových jazyků, a zasadila se o podporu rozvoje dvojjazyčného vzdělávání v menšinových oblastech. Cílem bylo dosáhnout bilingvismu obyvatelstva tak, aby standardní čínština sloužila jako jazyk pro oficiální záležitosti a média, zatímco daný menšinový jazyk by byl používán pro běžnou každodenní komunikaci. Tyto snahy však neukázaly být dostatečné, a mnohé menšinové jazyky zůstávají v nebezpečí zániku.
Jedním z neúspěchu zachování minoritních jazyků je skutečnost, že se Čína na první pohled snaží udržet jazykovou bohatost, skutečností však zůstává, že minoritní jazyky pokračující být utlačovány a ohroženy (ať už vlivem urbanizace, vlivem navazujícího vzdělání, které je vyučováno pouze ve standardní čínštině, či nátlakem propagací společného jazyka v médiích). Situaci z posledních let jde nejlépe sledovat také na autonomních oblastech Tibet a Vnitřní Mongolsko. Čína se zde pokouší o zachování jazyků tím, že ve školách nabízí bilingvní výuku tibetštiny a mongolštiny. Ve skutečnosti však tato výuka znamená, že studenti se učí všechny předměty ve standardní čínštině a pak mají pouze jeden předmět, kde se učí tibetsky a mongolsky; výuka se tedy reálně neliší od výuky v běžných školstvích světa, kde se studenti navíc povinně učí druhotný jazyk. Omezení minoritních jazyků samozřejmě vede k nepokojům a demonstracím, z posledních let například protesty ve Vnitřním Mongolsku v roce 2020. Čína zatím neprojevuje zvýšenou iniciativu situaci nějak měnit.